# Jaromír Jindráček
Jaromír Jindráček (* 1. Februar 1970) ist ein ehemaliger tschechischer Fußballspieler und nunmehriger -trainer.

## Karriere

### Als Spieler
Jindráček kam zur Saison 1991/92 in den Profikader von Dynamo Budweis. Für Dynamo absolvierte er in der Saison 1991/92 sechs Partien in der tschechoslowakischen Liga. Zur Saison 1992/93 wurde er an den Zweitligisten Union Cheb verliehen. Zur Saison 1993/94 kehrte er wieder nach Budweis zurück; Dynamo war nach der Teilung der Tschechoslowakei in die 1. fotbalová liga eingeteilt worden. In dieser kam er in Budweis in zwei Spielzeiten zu 38 Einsätzen, in denen er dreimal traf. Zur Saison 1995/96 kehrte er zum Ligakonkurrenten Union Cheb zurück. In Cheb absolvierte er 29 Partien in der höchsten tschechischen Spielklasse, in denen er neunmal traf. Nach der Saison ging der Klub allerdings Konkurs und Jindráček musste den Verein verlassen, woraufhin er zum vormaligen Ligakonkurrenten Slavia Prag wechselte. Für Slavia absolvierte er 21 Partien in der 1. fotbalová liga.
Im September 1997 wechselte der Mittelfeldspieler weiter innerhalb der Liga zum FK Jablonec. In einem Halbjahr in Jablonec kam er zu zwölf Ligaeinsätzen. Im März 1998 schloss er sich dem FK Teplice. Für Teplice absolvierte er in zweieinhalb Spielzeiten insgesamt 60 Erstligapartien, in denen er 13 Tore erzielte. Zur Saison 2000/01 wechselte er zum unterklassigen FK Neratovice-Byškovice. Die Saison 2001/02 verbrachte er beim SK Union Čelákovice. Zur Saison 2002/03 wechselte Jindráček zum österreichischen Zweitligisten Kapfenberger SV. Für die KSV kam er zu einem Einsatz in der zweiten Liga. Nach einem halben Jahr im Ausland kehrte er in der Winterpause wieder nach Tschechien zurück, wo er seine Karriere noch bei den unterklassigen SK Slavia Vejprnice und SK Viktorie Jirny ausklingen ließ, ehe er sie nach der Saison 2006/07 beendete.

### Als Trainer
Jindráček wurde zur Saison 2008/09 Co-Trainer beim FK Bohemians Prag. Im August 2009 übernahm er den Erstligisten selbst als Cheftrainer. Unter seiner Führung wurden die Bohemians in der Saison 2009/10 allerdings abgeschlagener Tabellenletzter und stiegen aus der höchsten tschechischen Spielklasse ab, woraufhin Jindráček den Verein verließ. Im März 2012 wurde er ein zweites Mal Trainer der nun zweitklassigen Bohemians. Nachdem man in die Saison 2012/13 mit nur einem Sieg in neun Partien gestartet war (man spielte die ersten sieben Partien immer Remis), trennten sich die Wege von Jindráček und den Bohemians im Oktober 2012 wieder.
2016 war er in Georgien Athletiktrainer bei Dinamo Tiflis. In der Saison 2018/19 trainierte er den unterklassigen FK Zbuzany 1953. Zur Saison 2019/20 wurde er Jugendtrainer beim FK Slavoj Vyšehrad, wo er die U-18 und die U-13 trainierte. Im Januar 2021 wurde er Co-Trainer von David Jarolím beim FK Ústí nad Labem, mit dem er davor auch schon bei Slavoj zusammengearbeitet hatte.